# Wiersz toniczny
Wiersz toniczny – wiersz, w którym występuje jednakowa liczba zestrojów akcentowych w każdym wersie, a równocześnie ich rozkład nie jest stały. 
Na przykład w Księdze ubogich Jana Kasprowicza, w strofie:
Umiłowanie ty moje! (dwa zestroje akcentowe)
Kształty nieomal dziecięce! (trzy zestroje akcentowe)
Skroń dotąd nie pomarszczona (trzy zestroje akcentowe)
Białe, wąziutkie ręce (trzy zestroje akcentowe)
Dzięki regularnemu układowi zestrojów akcentowych w poszczególnych wersach wybija się rytm, tempo muzyczne strofy.  Najpopularniejszymi formatami wiersza tonicznego są w literaturze polskiej trójakcentowiec i sześcioakcentowiec.
Poeci, którzy stosowali wiersz toniczny, to m.in. Władysław Broniewski, Julian Tuwim, Kazimiera Iłłakowiczówna, Tadeusz Gajcy.
Wiersz toniczny był charakterystyczny dla wersyfikacji staroangielskiej i po części średnioangielskiej. Występuje on również w metryce nowoangielskiej, zwłaszcza w poezji Gerarda Manleya Hopkinsa. Robert Browning wierszem tonicznym czteroakcentowym napisał długi wiersz The Statue and the Bust:
There’s a palace in Florence, the world knows well,
And a statue watches it from the square,
And this story of both do the townsmen tell.
Ages ago, a lady there,
At the furthest window facing the east,
Asked, “Who rides by with the royal air?”
The bridesmaids’ prattle around her ceased:
She leaned forth, one on either hand;
They saw how the blush of the bride increased.